# Hold You Down
Hold You Down ist ein Lied der US-amerikanischen Sängerin Jennifer Lopez. Das Lied erschien 2005 auf ihrem vierten Musikalbum Rebirth und wurde am 15. Februar 2005 als zweite und letzte Single des Albums veröffentlicht. Das Lied ist ein Duett mit dem amerikanischen Rapper und Lopez-Kollegen Fat Joe. Das Lied erreichte Platz 64 der Billboard Hot 100 und Platz 6 im Vereinigten Königreich. Beim Eliel Remix des Liedes arbeitete Lopez mit Don Omar zusammen. Diese Remixversion wurde von vielen amerikanischen Hip-Hop-Sendern gespielt. Das Lied erschien auch auf Fat Joes sechstem Musikalbum All or Nothing. Das Lied sampelt Shirley Murdocks Hit As We Lay aus dem Jahre 1986.
Das Lied wurde hauptsächlich von Cory Rooney produziert, welcher in der Vergangenheit schon mit Lopez zusammenarbeitete. Jedoch wurde Hold You Down nicht so erfolgreich wie der Vorgänger Get Right. Hold You Down war weltweit nur ein mäßiger Erfolg für Lopez. Viele Fans kritisierten Lopez, da sie Hold You Down als zweite Single ausgekoppelt hat.

## Musikvideo
Die Regie zum Musikvideo zu Hold You Down führte Diane Martel mit Paul Martínez. Es wurde im März 2005 in der Bronx, New York City gedreht. Lopez singt auf der Spitze eines Gebäudes und in einer großen Halle, während Fat Joe auf den Straßen rappt.

## Charts
| Chart (2005)           | Höchstplatzierung |
| ---------------------- | ----------------- |
| Europäische Union      | 24                |
| Deutschland            | 44                |
| Schweiz                | 44                |
| Vereinigtes Königreich | 6                 |
| Vereinigte Staaten     | 64                |